# Iker Pou
Iker Pou Azkarraga (Vitoria, 5 de febrero de 1977) es un profesional de la escalada libre español.
Ha sido premiado por el Gobierno Vasco por «su reto de '7 paredes 7 continentes'. En 2020 fue nominado al Piolet de oro en la modalidad de alpinismo en roca.
Por su trayectoria, la Federación Española de Deportes de Montaña y Escalada (FEDME) le concedió, junto a su hermano Eneko Pou un premio especial por «la multitud de actividades que han tenido como denominador común el alto nivel deportivo, así como su actitud ejemplar en la montaña».

## Trayectoria
Logró la segunda repetición mundial de la ruta “Action Directe” (Jura Francón, Alemania). Ha coleccionado bastantes vías 8a, 8b+ y 8c y es el primer español que ha completado tres vías 9a.
En abril de 2006 se convirtió en el segundo escalador que lograba una vía 8c al flash (completando la ruta al primer intento con únicamente la experiencia de otro escalador como referencia).
Junto a su hermano mayor, Eneko Pou, completó la escalada libre de la pared más emblemática de cada uno de los siete continentes.